# Fernando Di Leo
Fernando Di Leo, född 11 januari 1932 i San Ferdinando di Puglia, Apulien, död 1 december 2003, var en italiensk filmregissör och manusförfattare. Han skrev flera spaghettivästernfilmer på 1960-talet och samarbetade bland annat med Sergio Leone. På 1970-talet blev han känd för sina poliziottescofilmer, som Kaliber 9, Maffian ger order och Il boss, gemensamt kända som la trilogia del milieu.

## Filmografi
- Rose rosse per il fuhrer (1968)
- Kaliber 9 (Milano calibro 9) (1971)
- Maffian ger order (La mala ordina) (1972)
- Il boss (1973)
- Il poliziotto è marcio (1974)
- Dubbelblåsningen (Gli amici di Nick Hezard) (1976)